# Cień wampira
Cień wampira (ang. Shadow of the Vampire) – amerykański film fabularny z 2000 roku w reżyserii E. Eliasa Merhige.

## Opis fabuły
Jest to fikcyjna ekranizacja kulisów powstania słynnego filmu Nosferatu Friedricha Wilhelma Murnaua.
Mamy rok 1922. Friedrich wraz z ekipą filmową przybywa do Europy Środkowo-Wschodniej. Tu bowiem przebywa odtwórca roli głównej, niejaki Max Schreck. Ma on zagrać wampira w nieautoryzowanej adaptacji filmowej Drakuli. Murnau pragnie nakręcić dzieło życia, dlatego dziwne i niespotykane zachowanie Schrecka objaśnia on całkowitym oddaniem roli (metoda Stanisławskiego). Tylko Murnau zdaje sobie sprawę, że jednak mają do czynienia z prawdziwym wampirem.

## Obsada
- John Malkovich – Friedrich Wilhelm Murnau
- Willem Dafoe – Max Schreck
- Cary Elwes – Fritz Arno Wagner
- John Aden Gillet – Henrik Galeen
- Eddie Izzard – Gustav von Wangenheim
- Udo Kier – Albin Grau
- Catherine McCormack – Greta Schröder
- Ronan Vibert – Wolfgang Muller
- Nicholas Elliott – Paul
- Sophie Langevin – Elke
- Myriam Muller – Maria
- Ingeborga Dapkūnaitė – Micheline